# Acalolepta freudei
Acalolepta freudei är en skalbaggsart som beskrevs av Heyrovský 1976. Acalolepta freudei ingår i släktet Acalolepta och familjen långhorningar.
Artens utbredningsområde är Nepal. Inga underarter finns listade i Catalogue of Life.